# Joel Berglund
Joel Ingemar Berglund (ur. 4 czerwca 1903 w Torsåker, zm. 21 stycznia 1985 w Sztokholmie) – szwedzki śpiewak operowy, bas-baryton.

## Życiorys
W latach 1922–1928 studiował w konserwatorium w Sztokholmie u Johna Forsella. Zadebiutował w 1928 roku rolą Lothara w Mignon na deskach Opery Królewskiej w Sztokholmie, z którą następnie był związany do 1949 roku. Następnie od 1949 do 1956 roku był jej kierownikiem artystycznym. Występował gościnnie w Wiedniu (1936, 1942), Buenos Aires (1937), Chicago (1938), Zurychu (1939), Berlinie (1941), Budapeszcie (1943) i Nowym Jorku (1945–1949). W 1949 roku wystąpił na festiwalu w Bayreuth w roli tytułowej w Holendrze tułaczu. W latach 1957–1969 śpiewał w operach w Sztokholmie i Oslo.
W swoim repertuarze posiadał basowe partie z oper Wagnera, Verdiego i Musorgskiego, występował też jako śpiewak koncertowy.